# Steve Kuhn
Steve Kuhn (født d. 24. marts 1938 i Brooklyn, New York City, USA) er en amerikansk jazzpianist og komponist.
Kuhn har ledet egne trioer i 60´erne , bl.a. med bassisten Steve Swallow og trommeslageren Pete La Roca.
Han har spillet med bl.a. John Coltrane, Kenny Dorham, Oliver Nelson, Stan Getz og Ron Carter.
Han er inspireret af McCoy Tyners modale stil, blandet med elementer fra klassiske komponister så som Bela Bartok og Claude Debussy, men med en mere lyrisk åre.

## Kortfattet diskografi
- Three Waves
- The October Suite – med Gary Mcfarland
- Steve Kuhn in Europe
- Chilhood is forever
- Chicken Feathers
- Ecstasy
- Trance
- Playground
- Oceans in the sky
- Promisses kept – Steve Kuhn with Strings